# Pterorana khare
Pterorana khare is een kikker uit de familie echte kikkers (Ranidae). Het is de enige soort uit het geslacht Pterorana. De soort werd voor het eerst wetenschappelijk beschreven door Kiyasetuo en M. K. Khare in 1986. Later werd de wetenschappelijke naam Rana (Pterorana) khare gebruikt.

## Verspreiding en habitat
De soort is endemisch in India, het verspreidingsgebied is verdeeld. De kikker is aangetroffen tussen 200 en 1600 meter boven zeeniveau. De habitat bestaat uit tropische regenwouden, in rivieren en stromen, ook bij watervallen. Pterorana khare is een zeldzame soort, die bedreigd wordt door watervervuiling ten gevolge van de visvangst met gif.

## Levenswijze
De kikker is sterk op het water aangepast en leeft vrijwel permanent in het water. Ook de voortplanting vindt plaats in het water, opmerkelijk is dat de mannetjes de opgroeiende kikkervisjes bewaken.